# Cratere Ihi
Ihi è un cratere sulla superficie di Titano.